# Каракум (Ордабасинський район)
Караку́м (каз. Қарақұм) — село у складі Ордабасинського району Туркестанської області Казахстану. Адміністративний центр та єдиний населений пункт Каракумського сільського округу.
У радянські часи село називалось Октябр.
Населення — 2782 особи (2021; 3114 у 2009, 3068 у 1999, 2953 у 1989).